# Оксид кадмия
Оксид кадмия (англ. Cadmium oxide) — химическое соединение с формулой CdO. CdO — основное сырьё для производства других соединений кадмия. Редко встречается в природе в минерале монтепоните. Оксид кадмия может образовывать кристаллическую структуру, сходную с решёткой NaCl. Вещество может образовывать бесцветный порошок или кристаллы красно-бурого цвета. Оксид кадмия является полупроводником n-типа.

## Получение и структура
Так как соединения кадмия часто находят в цинковых рудах, то оксид кадмия преимущественно является побочным продуктом производства цинка. Его можно получить, прокаливая кадмий на воздухе. Пиролиз более сложных производных кадмия, таких как нитрат или карбонат кадмия, также даёт этот оксид. CdO в чистом виде имеет красный цвет, но обычно он имеет другую окраску из-за разнообразных примесей в «дырках» кристаллической решётки.

## Использование
CdO — важный полупроводниковый материал. CdO впервые был использован для производства плёнки в 1907 году, широко использовался в фотодиодах, фототранзисторах и тому подобном оборудовании.
Также имеет применение в органическом синтезе (является катализатором декарбоксилирования фталевой кислоты).

## Токсикология
Оксид кадмия очень ядовит, обладает токсическим действием: вдыхание паров (образуются уже при 900 °С) может привести к летальному исходу; наряду с другими соединениями кадмия, оксид канцерогенен. Является специфическим загрязняющим веществом 1  класса опасности.